# 超水上サバイバルオチルナ!
『超水上サバイバル オチルナ!』（ちょうすいじょうサバイバル オチルナ!）は、フジテレビで2020年11月22日から不定期で放送されていたゲームバラエティ番組である。

## 概要
『run for money 逃走中』の制作スタッフによる新たなゲームバラエティー。「ソルジャー」と呼ばれる敵の攻撃をかいくぐり、さまざまな仕掛けが待ち受ける「水上要塞」を攻略し、賞金獲得を目指す。

## 出演者

### 司令官（MC）
- 若林正恭（オードリー）

### プレーヤーリーダー
- 春日俊彰（オードリー）

通常時は若林と共に進行する他、プレイヤーの大トリとして自身も参加する。

## 放送概要
| 回数 | 放送日         | 放送時間      | 参考            |
| ---- | -------------- | ------------- | --------------- |
| 1    | 2020年11月22日 | 20:00 - 21:54 | 日曜ワンダー!枠 |
| 2    | 2021年5月16日  | 20:00 - 21:54 | 日バラ8枠       |

## ステージ

### 第1回
1stステージ
水に落ちることなくステージ上に設置してある8つの宝玉を全て獲得してゴールを目指す。落水した時点で失格。
エリアは飛び石4個→平均台の上を前後するバー（宝玉1個）→前方から頭と足を狙い回転する「ローリングバー」、平均台も半円状になり滑りやすくなる（宝玉3個）→上り飛び石。足場も丸くなっている（宝玉2個）→丸太一本橋（宝玉2個）→ボートに乗り、ゴールの岸にたどり着くことができればクリア。
ただし、男性はスタートから30秒、女性は40秒後にスタート地点から「ソルジャー」が出撃。圧倒的なスピードとバランス感覚でプレイヤーを追撃し、追い付かれてしまうと水の中に落とされ失格となる。また、途中で宝玉を取り忘れた場合ボートが消滅しゴールに辿り着けなくなる。そのため、水中に落とした場合などは落水しないよう回収しなければならない。
復活ステージ・サバイバルブリッジ
1stステージで脱落したプレーヤーの中から3人ずつ挑戦。揺れる丸太吊橋に3人同時に乗り、ソルジャーからの大砲攻撃に耐え抜き吊橋から落ちずに残った1名が復活。ただし、同時に落ち吊橋に1人も残っていなければその回に出場していたプレイヤーは全員失格となる。
2ndステージ・ハングサバイバー
水上に釣られた丸太にしがみつき耐え抜くサバイバル。ハンデとして女性は直径30cm、男性は40cmとなっている。3人同時に挑戦し最後まで残った1人がファイナルステージ進出。
Finalステージ・フライングアイランド
プレイヤーは空中スライダーを使って滑空し浮島に着地できれば賞金獲得。浮島は3つあり距離が遠いほど小さくなっている。一番手前にある浮島に着地できると5万円、その次にある浮島は10万円、一番遠くにある浮島は50万円となっている。
ボーナスステージ
脱落者の中から3名を選出し「フライングアイランド」に挑戦。1番小さい浮島に着地できれば10万円を山分けできる。

### 第2回
1stステージ・チェイスオブソルジャー
前回同様水上アスレチックを進みゴールを目指す。
前半エリアは急坂（坂の途中に宝玉1個）→前後するバーとローリングバー（全区間足場が半円状となっている）（宝玉2個）→上り飛び石→3連丸太一本橋（宝玉3個）。ソルジャーは男性は20秒、女性は25秒後に出撃する。宝玉は全て獲得しなくてもよいが、獲得数が多いほど後半が有利となる。
後半エリアはボルダリングの壁を横移動し、サップボードに乗って25m先のゴールを目指す。ただし、前半で獲得した宝玉数×5秒後に水中ソルジャーが出撃。泳いでプレイヤーを追撃する。つまり、6つの宝玉を全て集めると、30秒後に水中ソルジャーに出撃することとなる。
復活ステージ・ハングサバイバー
ルールは第1回と同様。ただし、スタートから45秒後からソルジャーが柱を一定のリズムで揺らし始める。また、ハンデとして女性は直径30cm、男性は35cmとなっている。1組につき4人が挑戦し、最後まで残った1人が復活。
2ndステージ・ビッグボールアイランド
各組2人もしくは3人で挑戦。9つの浮島を移動しながら、四方のソルジャーが操る直径150cmのビッグボールの攻撃をかわし続ける。さらに残り30秒からビッグボールは2つとなる。ソルジャーはやみくもな攻撃を行わず、プレイヤーの背後を狙ったり、弧を描く軌道で投げるなどプレイヤーの行動を先読みして攻撃する。また、中央の浮島は円錐状となっており、移動の難易度が高い。制限時間90秒間を生き残ったプレイヤーがファイナルステージ進出。
Finalステージ・フライングハグ
空中スライダーを使って滑空し、終点にある丸太にしがみつくことができれば賞金獲得。掴んだ手の位置によって高い方から100万円・50万円・10万円となるが、手の位置が高いほど体を支える力が弱くなり難しくなる。
ボーナスステージ
脱落者の中から3名を選出し「フライングハグ」に挑戦。1人でもしがみつくことができれば10万円を山分けできる。

## スタッフ
- ナレーター：中井和哉
- 演出監修：名城ラリータ（FCC）
- 構成：廣田勇人、渡邉勇穂、石原大二郎
- TP：辻本豊
- TD：若林茂人
- CAM：古俣智則
- VE：皆本翔太
- 音声：石渡啓太
- 照明：堀田耕二
- 美術プロデューサー：矢野雄一郎
- デザイン：邨山直也（フジテレビ）
- 大道具：畠山茂
- アクリル装飾：日野直治
- アートフレーム：石井智之
- 特殊美術：高野正義
- 特殊装置：日下信二、鎌田千尋
- 特殊美術：広田明
- 衣装：岡田夏海
- 持道具：土屋洋子
- メイク：山田かつら
- タイトルデザイン：川口修平
- CG制作：大滝賢一
- CG合成：小山健一郎
- 編集：小池隆介
- MA：高良玄
- 音効：佐藤卓嗣
- 技術協力：fmt、IMAGICA Lab.
- 美術協力：フジアール
- 撮影協力：大磯ロングビーチ
- 安全監修：Gocco
- 救護：信田英治、吉田乃梨子
- 編成：江花松樹（フジテレビ）
- 広報：長谷川智子（フジテレビ）
- デスク：藤川芳恵
- TK：TBG
- AD：古川裕一郎、金城啓太、幸徳夏澄、高松未歩
- CAD：櫻井佑
- AP：橋本由生
- 制作プロデューサー：岡江美香子（FCC）、武蔵祐輝
- ディレクター：金井洋人、上田健太、寺尾康佑、小川真人
- 総合演出：瀧澤卓（FCC）
- プロデューサー：神保健一（FCC）
- チーフプロデューサー：情野誠人（フジテレビ）、笹谷隆司（FCC）
- 制作協力：FCC
- 制作：フジテレビ編成制作局制作センター第二制作室
- 制作著作：フジテレビ